# Megaspira iheringi
Megaspira iheringi é uma espécie de gastrópode terrestre neotropical da família Megaspiridae, nativa da América do Sul. Foi classificada por Pilsbry, em 1925.

## Descrição da concha e nomenclatura
Megaspira iheringi apresenta conchas em forma de torre alta e com muitas voltas (quase 20) em sua espiral, daí provindo a denominação Megaspira, com até 4 centímetros quando desenvolvidas. São caracterizadas por sua superfície dotada de finas e densas estrias de crescimento, falta de umbílico e lábio externo circular e fino. A coloração é acastanhada, com manchas mais ou menos claras.
A denominação iheringi deve-se a uma homenagem a Rodolpho von Ihering.[carece de fontes?]

## Distribuição geográfica
Megaspira iheringi é endêmica da América do Sul, no Brasil.